# Шелеф, Гур
Гур Шелеф (ивр. גור שלף‎; род. 10 января 1974) — израильский профессиональный баскетболист. Капитан сборной Израиля и «Маккаби» (Тель-Авив), семикратный чемпион Израиля, семикратный обладатель Кубка Израиля, победитель Супролиги ФИБА и двукратный победитель баскетбольной Евролиги в составе последней. Обладатель Кубка Бельгии 2006/7 годов в составе клуба «Антверп Джайэнтс».

## Спортивная карьера
Гур Шелеф и его брат Ури — сыновья бывшего баскетболиста тель-авивского «Хапоэля» и сборной Израиля Ами Шелефа. Гур начал баскетбольную карьеру в «Хапоэле» (Гиватаим). В начале 1990-х годов он играл за детские и молодёжные сборные Израиля.
В начале карьеры Шелеф отлично проходил под кольцо и раздавал передачи, как разыгрывающий, обещая стать идеальным поинтфорвардом, но для игры четвёртым номером оказался недостаточно мощен. В 1995—1998 годах он выступал за команду «Хапоэль» (Верхняя Галилея) (в том числе забросив 27 очков в матче Кубка Европы против мадридского «Реала» с Бодирогой и Арлаукасом), а затем перешёл в ведущий клуб Израиля — «Маккаби» (Тель-Авив). С этой командой он семь лет подряд выигрывал чемпионат и Кубок Израиля, со временем став её капитаном. В 2001 году Шелеф и «Маккаби» выиграли Супролигу ФИБА, а в 2004 и 2005 годах дважды подряд стали чемпионами Евролиги УЛЕБ (а сам Гур таким образом стал первым за два десятилетия капитаном, чья команда выиграла главный европейский клубный турнир два года подряд). В Евролиге 2003/2004 года Шелеф сыграл ключевую роль в выходе «Маккаби» в финальную четвёрку, в самом конце игры отдав через всю площадку мяч Деррику Шарпу. С 1997 года Шелеф играл также за сборную Израиля, выступив с ней на заключительной стадии четырёх чемпионатов Европы. В сборной Гур тоже был капитаном до инцидента в 2003 году, когда в тренировочном матче между с тель-авивским «Хапоэлем» он ударил болельщика за оскорбительный выкрик в адрес его отца. Несмотря на извинения Шелефа, израильская федерация баскетбола лишила его капитанской повязки.
Хотя в «Маккаби» Шелеф капитанское звание сохранил, но на площадке проводил мало времени, в основном оставаясь на скамейке запасных. Нехватка игрового времени заставила его после победного сезона 2004/5 годов распрощаться с тель-авивским суперклубом и подписать контракт с бельгийской командой «Антверп Джайэнтс». В Антверпене, где тренером был другой израильтянин Арик Шибак, Шелеф провёл два года, в конце этого срока выиграв с командой Кубок Бельгии. В финальном матче с клубом «Лёйк» (Льеж) Шелеф стал лучшим бомбардиром антверпенцев с 12 очками, переломив ход игры, когда соперники вели со счётом 45-39.
В августе 2007 года Шелеф, пропустивший значительную часть предыдущего сезона из-за травм, объявил об окончании игровой карьеры. После этого он четыре года занимал пост менеджера в «Маккаби» (Тель-Авив), пока в сезоне 2012/13 годов команда не потеряла чемпионский титул. Шелеф был уволен с занимаемой должности, на которую был приглашён другой бывший игрок «Маккаби» — Никола Вуйчич. Самому Шелефу было предложено место в совете директоров команды.

## Статистика выступлений

### Еврокубки
| Кубок Европы ФИБА 1995/1996                                                             | Хапоэль (Верхняя Галилея) | 2  |      | 13,5 |      |       |      | 5,0 | 1,0 |     |     |     |     |
| Кубок Европы ФИБА 1996/1997                                                             | Хапоэль (Верхняя Галилея) | 10 | 31,1 | 16,2 | 59,1 | 37,5  | 75,5 | 3,0 | 2,8 | 3,6 | 0,0 | 2,1 | 2,0 |
| Кубок Корача 1997/1998                                                                  | Хапоэль (Верхняя Галилея) | 10 | 32,0 | 15,1 | 63,9 | 42,9  | 80,6 | 5,0 | 4,8 | 3,8 | 0,0 | 1,4 | 4,1 |
| Евролига ФИБА 1998/1999                                                                 | Маккаби (Тель-Авив)       | 15 | 17,2 | 4,9  | 63,6 | 50,0  | 62,5 | 1,5 | 1,2 | 3,1 | 0,0 | 0,6 | 1,3 |
| Евролига ФИБА 1999/2000                                                                 | Маккаби (Тель-Авив)       | 22 | 15,9 | 6,2  | 59,0 | 50,0  | 64,7 | 2,4 | 1,0 | 1,4 | 0,0 | 0,6 | 1,0 |
| Супролига ФИБА 2000/2001                                                                | Маккаби (Тель-Авив)       | 20 | 15,9 | 7,2  | 52,3 | 30,0  | 79,6 | 1,9 | 1,4 | 2,1 | 0,0 | 1,0 | 0,9 |
| Евролига УЛЕБ 2001/2002                                                                 | Маккаби (Тель-Авив)       | 19 | 15,6 | 5,8  | 46,4 | 62,5  | 71,3 | 2,3 | 0,9 | 2,5 | 0,1 | 0,9 | 0,9 |
| Евролига 2002/2003                                                                      | Маккаби (Тель-Авив)       | 20 | 13,3 | 5,0  | 53,0 | 33,3  | 67,7 | 1,9 | 1,6 | 2,1 | 0,0 | 0,6 | 1,0 |
| Евролига 2003/2004                                                                      | Маккаби (Тель-Авив)       | 19 | 9,2  | 2,4  | 56,5 | 33,3  | 83,3 | 1,3 | 0,9 | 1,5 | 0,1 | 0,3 | 0,5 |
| Евролига 2004/2005                                                                      | Маккаби (Тель-Авив)       | 12 | 8,2  | 3,3  | 69,6 | 100,0 | 50,0 | 1,3 | 0,5 | 1,0 | 0,2 | 0,3 | 0,6 |
| Наведите курсор мыши на аббревиатуры в заголовке таблицы, чтобы прочесть их расшифровку |                           |    |      |      |      |       |      |     |     |     |     |     |     |

### Чемпионат Европы
| 1997                                                                                    | 8 | 25,9 | 25/50 | 50,0 | 25/50 | 50,0 | 0/0 | 0,0  | 28/38 | 73,7 | 1,1 | 1,0 | 2,1 | 1,6 | 1,1 | 1,5 | 0,0 | 3,1 | 78 | 9,8 |
| 1999                                                                                    | 5 | 18,2 | 12/19 | 63,2 | 12/18 | 67,7 | 0/1 | 0,0  | 6/10  | 60,0 | 0,6 | 1,0 | 1,6 | 2,4 | 0,2 | 0,4 | 0,0 | 1,2 | 30 | 6,0 |
| 2003                                                                                    | 7 | 17,9 | 13/29 | 44,8 | 11/25 | 67,7 | 2/4 | 50,0 | 7/12  | 58,3 | 1,1 | 1,0 | 2,1 | 1,3 | 2,3 | 0,3 | 0,0 | 2,6 | 35 | 5,0 |
| 2005                                                                                    | 4 | 18,3 | 12/23 | 52,2 | 11/19 | 57,9 | 1/4 | 25,0 | 5/8   | 62,5 | 0,8 | 0,8 | 1,5 | 2,0 | 1,8 | 1,3 | 0,0 | 2,0 | 30 | 7,5 |
| Наведите курсор мыши на аббревиатуры в заголовке таблицы, чтобы прочесть их расшифровку |   |      |       |      |       |      |     |      |       |      |     |     |     |     |     |     |     |     |    |     |